# 강숙자
강숙자(姜淑子, 1945년 12월 30일 ~ )는 대한민국의 정치인이다. 제16대 국회의원을 지냈다.

## 학력
- 진주교육대학교 전문학사
- 한국방송통신대학교 행정학과 학사
- 서울대학교 보건대학원 보건과학 석사
- 경성대학교 경영대학원 경영학 박사

## 경력
- 16대 국회의원
- 민주국민당 최고위원
- 부산광역시 교육위원회 2기 의장
- 전국교육위원회 의장단협의회 부회장
- 부산체육회 경기단체장 롤러스케이트협회 회장
- 양산대학 직업윤리 교수
- 울산대학교 겸임교수
- 중국 칭화대학교 한국e-캠퍼스 명예총장
- 대한정보대학원대학교 이사장(학교법인 모정학원)
- 서울대학교 행정대학원 국가정책과정 총동창회 부회장
- 서울대학교 행정대학원 국가정책과정 여성동창회 회장
- 한국방송통신대학교 동창회 부회장
- 민주평화통일자문회의 협의회 회장
- 대한민국 헌정회 노인특별위원회 위원장
- 주식회사 청석모정 회장
- 주식회사 대모정 대표이사
- 서울온천빌딩
- 경주조선온천호텔 회장
- 블레스컨벤션웨딩홀 회장
- 대한민국헌정회 이사

## 역대 선거 결과
| 실시년도 | 선거 | 대수 | 직책     | 선거구   | 정당       | 득표수    | 득표율        | 순위         | 당락 | 비고 |
| -------- | ---- | ---- | -------- | -------- | ---------- | --------- | ------------- | ------------ | ---- | ---- |
| 2000년   | 총선 | 16대 | 국회의원 | 비례대표 | 민주국민당 | 695,423표 | \| \| 3.7% \| | 비례대표 1번 |      | 초선 |
|          | 3.7% |      |          |          |            |           |               |              |      |      |